# August Wauters
August Wauters (Temse, 8 maart 1814 – Sint-Niklaas,  8 november 1887) was een Belgische industrieel en politicus voor de Katholieke Partij.

## Levensloop
August Wauters was de zoon van een textielindustrieel. Terwijl zijn vader actief was in het weven van katoen en beroep deed op thuiswerkers, richtte hij in 1858 een weverij op gespecialiseerd in wol.
In 1847 werd August Wauters schepen in Temse. Door in 1851 te trouwen met Maria Celestina Joanna Braeckman (1831-1871), dochter van burgemeester Jozef Braeckman diende hij ontslag te nemen uit die functie. Begin 1874 werd hij in navolging van zijn schoonvader benoemd tot burgemeester van Temse. Hij bleef dit tot zijn overlijden in 1887.
Hij was de vader van Jozef Wauters, die ook politiek actief was. In Temse werd de August Wautersstraat naar hem vernoemd.